# 节录

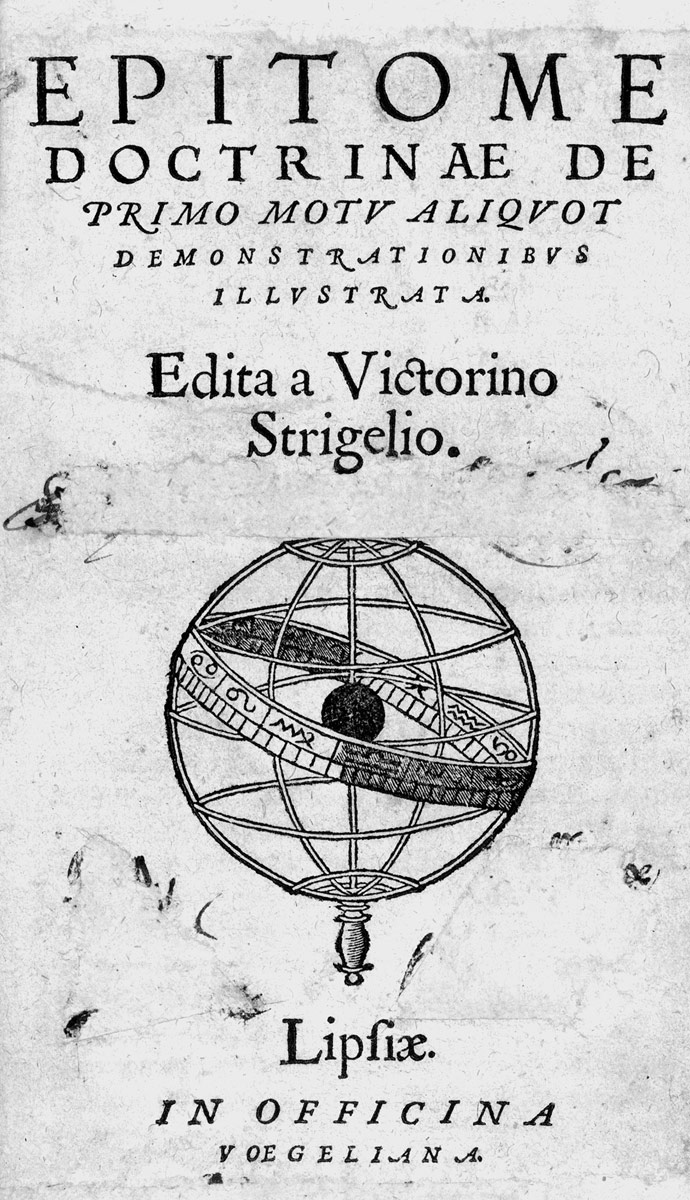
维克托林·施特里格尔的《第一运动学说概要》（Epitome doctrinae de primo motu），莱比锡，1564年

节录或概要（希臘語：ἐπιτομή，羅馬化：epitomḗ，来自希腊语“ἐπιτέμνειν”（epitemneiny）一词，意为“切短”）是对长篇作品的浓缩总结，描述了其最基本、最重要的内容。节录通常可以提供已佚作品的内容梗概，在史学界有着重要作用。古希腊和古罗马时代的许多文献如今仅以节录存世。